# パーキン反応
パーキン反応 (Perkin reaction) とは、化学反応の一種で、ウィリアム・パーキンが開発したケイ皮酸の合成法である。芳香族アルデヒドとカルボン酸無水物が、カルボン酸のアルカリ金属塩の作用で縮合する反応。

まず、アルデヒドとカルボン酸無水物とがアルドール縮合を起こす。生じたアルコキシド上へアシル基が転位し、続いてカルボン酸が脱離してケイ皮酸を与える。